# Listovnice Rohdeova
Listovnice Rohdeova (Phyllomedusa rohdei) je endemitní druh žáby z čeledi rosničkovitých, který se vyskytuje v Brazílii v subtropických a tropických vlhkých lesích, vlhkých savanách, okolí řek, na polích, plantážích, zahradách i v městských oblastech.

## Výskyt
Listovnice se vyskytuje v oblasti jihovýchodní Brazílie do nadmořské výšky 1000 m n. m., tedy ve státech Minas Gerais, Rio de Janeiro, Espírito Santo a São Paulo. V místě svého výskytu se jedná o velmi běžný druh.

## Rozmnožování
Žába klade svá vajíčka do hnízda z listí, které je umístěno nad vodní hladinou, ze kterého pak mohou pulci padat do proudící vody. Rozmnožování se zpravidla odehrává mezi prosincem až březnem a možné je též i mezi červencem a listopadem.